# Станіславув-Новий
Станіславув-Новий (пол. Stanisławów Nowy) — село в Польщі, у гміні Лютомерськ Паб'яницького повіту Лодзинського воєводства.
Населення — 121 особа (2011).
У 1975-1998 роках село належало до Серадзького воєводства.

## Демографія
Демографічна структура станом на 31 березня 2011 року:
|          | Загалом | Допрацездатний вік | Працездатний вік | Постпрацездатний вік |
| -------- | ------- | ------------------ | ---------------- | -------------------- |
| Чоловіки | 59      | 13                 | 39               | 7                    |
| Жінки    | 62      | 13                 | 36               | 13                   |
| Разом    | 121     | 26                 | 75               | 20                   |